# Demakijaż (album)
Demakijaż – album polskiej wokalistki Marii Sadowskiej. Płyta stanowi także, ścieżkę dźwiękową z filmu o tym samym tytule, którego premiera kinowa odbyła się 13 listopada 2009 roku. Za album Demakijaż Maria Sadowska otrzymała nominację do nagrody Fryderyk 2010.
Wydawcą albumu był Jakub Majoch. Album ukazał się nakładem wytwórni QM Music.

## Lista utworów
1. Wydarzyło się nie wydarzyło
2. Change Time
3. Umbrella
4. Fly Away
5. By The Sea – SABBIA feat.Sqbass
6. Woodcore
7. Golem Dub
8. Koks Club Mix
9. Intro Non Stop Color
10. Droga wewnętrzna
11. Masquenada
12. Jej portret